# Championnat d'Éthiopie de football 2009-2010
Navigation
Saison précédente Saison suivante
La saison 2009-2010 du Championnat d'Éthiopie de football est la soixante-quatrième édition de la première division en Éthiopie, la National League. Elle regroupe, sous forme d'une poule unique, dix-huit équipes du pays qui se rencontrent deux fois au cours de la compétition, à domicile et à l'extérieur. À l'issue de la saison, afin de permettre le passage du championnat de 18 à 16 équipes, les quatre derniers du classement sont relégués et remplacés par les deux meilleurs de deuxième division. 
C'est le club de Saint-George SC, double tenant du titre, qui remporte à nouveau le championnat cette saison, après avoir terminé en tête du classement final, avec vingt-quatre points d'avance sur l'un des clubs promus, Dedebit FC et vingt-huit sur Ethiopian Coffee. Il s'agit du 24e titre de champion d'Éthiopie de l'histoire du club.

## Les clubs participants
| - EEPCO - Metehara Sugar FC - Ethiopian Coffee - Awassa City FC - Dedebit FC - Promu de D2 - Adama City - Defence Force SC - Ethiopian Insurance FC - Sidama Bunna FC - Promu de D2 | - Southern Police FC - Dire Dawa City FC - Sebeta City FC - Harrar Beer Botling FC - Banks Sports Club - Saint-George SC - Muger Cement FC - Trans Ethiopia FC - Meta Abo Brewery FC - Promu de D2 |

## Compétition
Le barème de points servant à établir les classements se décompose ainsi :
- Victoire : 3 points
- Match nul : 1 point
- Défaite : 0 point

### Classement
| Rang | Équipe                 | Pts | J  | G  | N  | P  | Bp | Bc | Diff |
| ---- | ---------------------- | --- | -- | -- | -- | -- | -- | -- | ---- |
| 1    | Saint-George SCT       | 84  | 34 | 26 | 6  | 2  | 62 | 17 | +45  |
| 2    | Dedebit FC'P'C         | 60  | 34 | 17 | 9  | 8  | 48 | 29 | +19  |
| 3    | Ethiopian Coffee       | 56  | 34 | 16 | 8  | 10 | 52 | 32 | +20  |
| 4    | Awassa City FC         | 52  | 34 | 13 | 13 | 8  | 37 | 32 | +5   |
| 5    | Adama City             | 49  | 34 | 13 | 10 | 11 | 39 | 35 | +4   |
| 6    | Defence Force SC       | 48  | 34 | 13 | 9  | 12 | 46 | 44 | +2   |
| 7    | Harar Beer Botling FC  | 47  | 34 | 10 | 17 | 7  | 28 | 24 | +4   |
| 8    | Muger Cement FC        | 47  | 34 | 11 | 14 | 9  | 29 | 26 | +3   |
| 9    | Sidama Bunna FCP       | 46  | 34 | 11 | 13 | 10 | 24 | 30 | -6   |
| 10   | Sebeta City FC         | 44  | 34 | 12 | 8  | 14 | 28 | 31 | -3   |
| 11   | Banks SC               | 42  | 34 | 11 | 9  | 14 | 48 | 52 | -4   |
| 12   | Dire Dawa City FC      | 42  | 34 | 10 | 12 | 12 | 30 | 42 | -12  |
| 13   | Trans Ethiopia FC      | 41  | 34 | 9  | 14 | 11 | 27 | 36 | -9   |
| 14   | EEPCO                  | 40  | 34 | 10 | 10 | 14 | 39 | 43 | -4   |
| 15   | Ethiopian Insurance FC | 40  | 34 | 11 | 7  | 16 | 38 | 45 | -7   |
| 16   | Southern Police FC     | 35  | 34 | 9  | 8  | 17 | 19 | 40 | -21  |
| 17   | Metehara Sugar FC      | 34  | 34 | 8  | 10 | 16 | 38 | 49 | -11  |
| 18   | Meta Abo Brewery FCP   | 20  | 34 | 5  | 5  | 24 | 30 | 55 | -25  |

|  | Qualification pour la Ligue des champions de la CAF 2011 et la Coupe Kagame inter-club 2011 |
|  | Qualification pour la Coupe de la confédération 2011                                        |
|  | Relégation directe en deuxième division                                                     |
|  | T : Tenant du titre C : Vainqueur de la Coupe d'Éthiopie P : Promu de deuxième division     |

## Bilan de la saison
| Championnat d'Éthiopie de football 2009-2010 |                             |
| Champion                                     | Saint-George SC (24e titre) |
| Coupes et trophées                           |                             |
| Vainqueur de la Coupe d'Éthiopie 2009-2010   | Dedebit FC                  |
| Qualifications continentales                 |                             |
| Ligue des champions de la CAF 2011           | Saint-George SC             |
| Coupe de la confédération 2011               | Dedebit FC                  |
| Coupe Kagame inter-club 2011                 | Saint-George SC             |
| Promotions et relégations                    |                             |
| Promus en National League                    | Nyala SC                    |
| Promus en National League                    | Fincha Sugar FC             |
| Relégués en Second League                    | Ethiopian Insurance FC      |
| Relégués en Second League                    | Southern Police FC          |
| Relégués en Second League                    | Metehara Sugar FC           |
| Relégués en Second League                    | Meta Abo Brewery FC         |